# James Dean - La storia vera
James Dean - La storia vera (James Dean) è un film per la televisione del 2001 diretto da Mark Rydell, basato sulla vita dell'attore James Dean. Il film ha vinto, nel 2002, un Golden Globe e due Emmy Awards.

## Trama
Nel 1939, all'età di otto anni, James Dean vive con il padre Winton e la madre Mildred a Santa Monica, California. Quando Mildred muore di cancro nel 1940, Winton manda il figlio a Fairmount, Indiana, con la bara che contiene il corpo della madre. Winton non si presenta al funerale e lascia che il figlio James sia cresciuto dagli zii a Fairmount. Con il passare degli anni, James è sempre più curioso riguardo alla decisione del padre di abbandonarlo e cerca di impressionarlo mandandogli una scatola che contiene i suoi vari trofei sportivi.
Nel giugno del 1949, James si trasferisce a Santa Monica, poco dopo aver concluso gli studi, e viene a sapere che il padre si è risposato. James, allora, decide di diventare attore e prende lezioni da James Whitmore che lo incoraggia a trasferirsi a New York per dedicarsi interamente alla carriera. Viene accettato nel prestigioso Actors Studio e riceve critiche molto positive per un suo ruolo televisivo. James prova a riferire al padre il suo successo come attore, ma Winton rimane indifferente e questo turba profondamente l'attore.
Il produttore e regista Elia Kazan sceglie James come attore protagonista per il film La valle dell'Eden del 1955, segnando così il suo debutto a Hollywood. James si trasferisce a Hollywood nell'aprile del 1954 per le riprese del film e gli viene presentato Jack Warner, presidente della Warner Bros., che è determinato a trasformarlo in una stella del cinema. Nel frattempo, James si innamora dell'attrice Pier Angeli, che sta lavorando in The Silver Chalice e la coppia acquista una casa sulla spiaggia per vivere insieme.
L'eccentrico regista Nicholas Ray sceglie James come protagonista in Gioventù bruciata nel 1955 e l'attore, ancora una volta, spera di impressionare il padre, ma Winton persevera nella sua indifferenza. James non si presenta al debutto di La valle dell'Eden e la Warner si infuria considerando, anche, di interrompere la produzione di Gioventù bruciata, ma cambia idea dopo l'acclamata performance dell'attore. Conclusa la sua relazione con Pier, sposatasi con Vic Damone, firma un contratto da un milione di dollari con la Warner Bros. entrando nel cast di Il gigante nel 1956. La depressione dell'attore e i suoi crolli nervosi diventano sempre più palesi quando entra in conflitto con il regista George Stevens.
Insoddisfatto della sua vita, James vuole sapere la verità riguardo l'indifferenza di Winton e in un confronto scopre che il suo vero padre era un amante della madre frequentato durante il matrimonio. Sconfitti i demoni interni, James inizia a godersi di nuovo la vita e instaura una relazione amichevole con il regista Stevens. Poco dopo, James muore in un tragico incidente stradale e Winton accompagna la sua bara.

## Produzione
Il film venne girato nel giugno 2000 interamente a Los Angeles; la casa sulla spiaggia in questo film è la stessa utilizzata per le riprese del film Spiagge. Le scene interne vennero realizzate presso i Sony Pictures Studios di Culver City.
Durante lo sviluppo iniziale, molti attori vennero considerati per impersonare Dean: fra questi, Johnny Depp, Brendan Fraser, Edward Furlong, Gary Oldman e Brad Pitt; venne anche contattato Leonardo DiCaprio, che però rifiutò il ruolo.

## Distribuzione
- 4 agosto 2001 negli Stati Uniti
- 1º ottobre 2001 in Brasile
- 29 dicembre 2001 in Francia (Il était une fois James Dean)
- 20 maggio 2004 in Germania (James Dean - Ein Leben auf der Überholspur)